# Bandeira da Somalilândia
A atual bandeira da Somalilândia, a antiga parte Britânica da Somália, foi apresentada em 14 de Outubro de 1996, quando foi aprovada pela Conferência Nacional. A Somalilândia, que declarou a sua independência a 18 de Maio de 1991, ainda não é reconhecida por qualquer outro país.
A bandeira apresenta as cores Pan-Árabes; verde, branco e vermelho. Na faixa verde figura a Chahada escrita em branco. A Chahada também faz parte da bandeira da Arábia Saudita,com as inscriçoes:  لا إله إلا الله محمد رسول الل,Jumhūrīyat Ard' As-sumalِ "Não há nenhum outro Deus, exceto Alá; Maomé é o mensageiro de Alá".
A faixa branca contém uma estrela negra; "o fim do sonho da Grande Somália".
Assim como a bandeira da Arábia Saudita, a bandeira da Somalilândia nunca deve ser hasteada a meio-mastro por sinal de respeito à Chahada.

## Significado da bandeira
- Verde - Prosperidade
- Branco - Paz
- Vermelho - O sangue dos heróis caídos pela libertação.
- Chahada - Islão
- Estrela negra - O fim do sonho da Grande Somália.

## Cronologia

Somalilândia (18 de Maio de 1991 a 14 de Outubro de 1996)